# فريز (اسم)
فريز هو اسم علم مذكر من أصل عربي، ومعناه هو فعيل بمعنى مفعول، وهوالمفروز من غيره أي المفصول المنحى، صيغة مبالغة بمعنى الذي يكثر من الفرز وهوالفصل والتمييز.

## شخصيات تحمل الاسم
- فريز فريلينغ (مرحبا، 21 أغسطس 1905[3][4] – 26 مايو 1995[5])

## وصلات خارجية
- موسوعة السلطان قابوس لأسماء العرب نسخة محفوظة 5 أبريل 2019 على موقع واي باك مشين.